# Karin Lindberg
Pour les articles homonymes, voir Lindberg.
Karin Elisabet Lindberg-Lindén, née le 6 octobre 1929 à Kalix et morte le 2 décembre 2020 à Örebro, est une gymnaste artistique suédoise. 

## Palmarès

### Jeux olympiques
- Melbourne 1956
  -  médaille d'argent aux exercices d'ensemble avec agrès portatifs par équipes

- Helsinki 1952
  -  médaille d'or aux exercices d'ensemble avec agrès portatifs par équipes

### Championnats du monde
- Bâle 1950
  -  médaille d'or par équipes